# Кобылка (город)
Кобылка (пол. Kobyłka) — город в Польше. Входит в Мазовецкое воеводство, Воломинский повят. Имеет статус городской гмины. Занимает площадь 20,05 км². Население — 17 586 человек (на 2004 год).

## Население
| Описание                       | Всего  | Всего | Мужчины | Мужчины | Женщины | Женщины |
| ------------------------------ | ------ | ----- | ------- | ------- | ------- | ------- |
| Единица                        | людей  | %     | людей   | %       | людей   | %       |
| Население                      | 17 586 | 100   | 9099    | 51,7    | 8487    | 48,3    |
| Плотность населения (чел./км²) | 877,1  | 877,1 | 453,8   | 453,8   | 423,3   | 423,3   |

По данным на 2002 год, средний доход на душу населения составил € 290.
По данным на 2002 год, площадь Кобылки 20,05 км², в том числе: пахотная земля — 47 %, лесные земли — 21 %.

## История
Расположенное в лесистых областях, село Кобылка было известно уже в XV веке. Первое письменное упоминание о Кобылке датируется 1415 годом и относится к существованию приходской церкви. А в XVIII веке, благодаря стараниям епископа Мартина Залуского, который хотел сделать его центром паломничества, селу был предоставлен королевский городской устав. В ходе Восстания Костюшко и раздела Польши город был сильно поврежден. Самым известным историческим фактом, связанным с этим городом, является Бой у Кобылки в ходе восстания Костюшко 15 (26) октября 1794 года.
Во 2-й половине В XVIII веке здесь была основана персидская фабрика по производству шелка и прочных поясов, а также сельскохозяйственная школа. В 1755-1773 годах в городе обосновались и вели свою деятельность иезуиты . Первым настоятелем был отец Людвик де Лупия. В  рамках своей деятельности они, среди прочего, содержали иезуитскую типографию, основанную для них в 1765 году Марцином Залесски. После издания папой римским Климентом XIV кратких указаний под названием Dominus ac Redemptor от 21 июля 1773 года орден иезуитов был упразднён. В результате этого решения все активы миссии перешли в собственность Национальной комиссии по образованию.
В 1778 году были открыты ткацкие мастерские по изготовлению кунтушных поясов, или так называемых кунтушных кушаков. персярния. Их основателем был Александр Унрух. Компанию Persjarnia возглавлял Кристиан Блюм.  После Третьего раздела Польши в 1795 году Кобылка перешла под власть Австрии . В самом городе находились австрийские таможни. Эти территории вошли в состав нового Станиславовского повята, относящегося к Седльецкому повяту (воеводству), который входил в состав так называемого Новая Галиция.
В соответствии с Временным законом от 2 августа 1919 года об организации органов административной власти второй инстанции Кобылка была включена в состав Радзыминского повета Варшавского воеводства .  Во время Варшавской битвы произошли столкновения в соседнем Оссове , в которых 14 августа 1920 года был убит ксендз Игнаций Скорупка . В то время в Кобылке находилась телеграфная станция, которая была вновь разрушена во время Второй мировой войны. В 1921 году в Кобылке было 85 домов и 535 жителей. Межвоенный период стал временем бурного развития города, в основном благодаря его местоположению и открытию в 1924 году железнодорожной станции . 1 октября 1928 года из части гмины Радзымин была образована гмина Кобылка как сельская гмина с муниципальными финансовыми полномочиями .  1 апреля 1939 года часть территории гмины Ренцае , включая гмины Грабич и Оссов , была включена в состав гмины Кобылка .

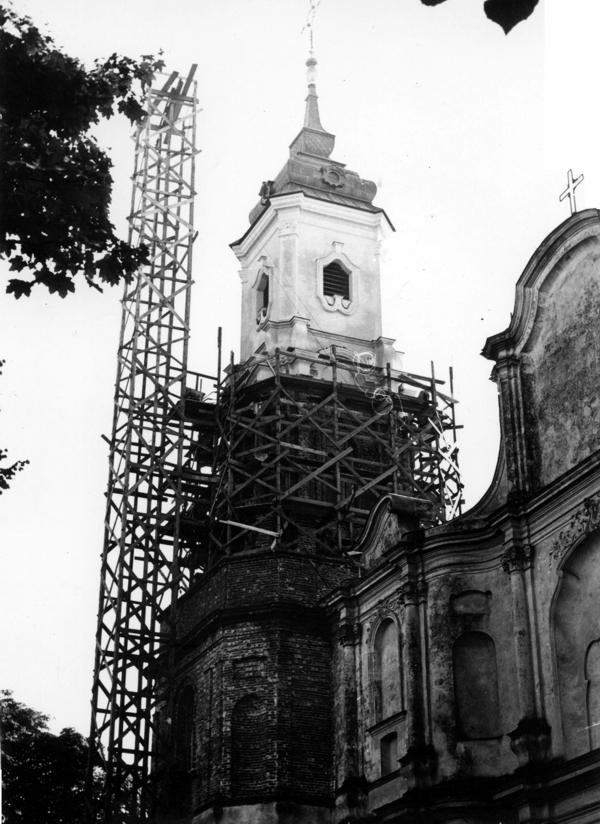
Церковь Святой Троицы

Во времена Второй мировой войны здесь также разворачивались кровавые бои.
После 1945 года были созданы Завод автомобильного оборудования, Опытный завод строительных и дорожных машин «Будор», Завод по производству аппаратуры связи «Телком-Телцент». В 1951 году в городе открылась вторая железнодорожная станция . В 1952 году он был включен в состав Воломинского повета. До 1954 года это был центр сельской гмины Кобылка . В 1969 году Кобылка получила права города  . В 1975–1998 годах город административно входил в состав Варшавского воеводства . С 1 января 1999 года входит в состав Мазовецкого воеводства .

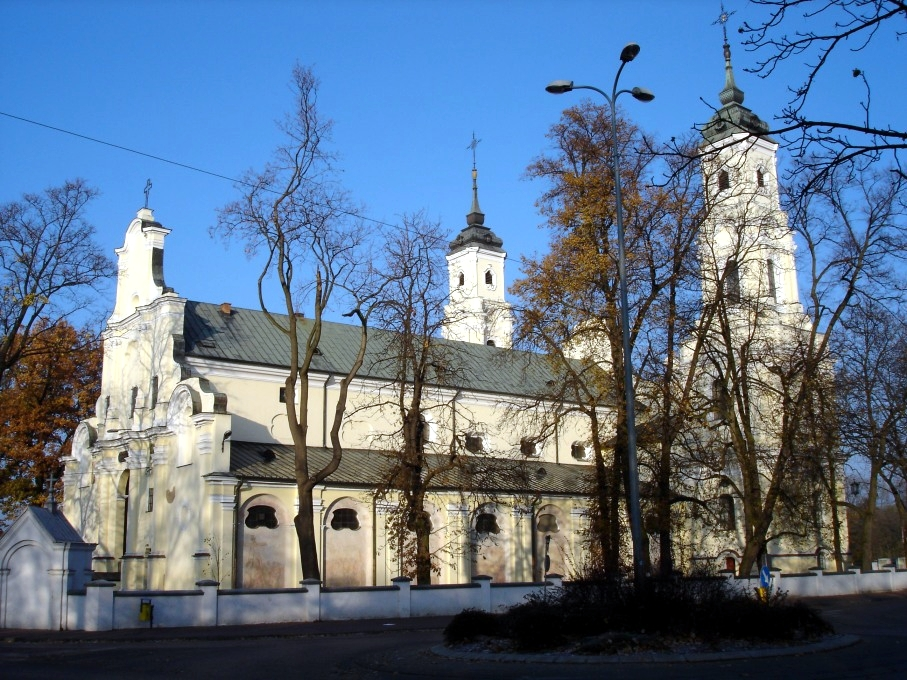
Церковь святой Троицы

## Памятники
Церковь святой Троицы — церковь в стиле барокко, построена в 1740—1745 годах, была спроектирована итальянским архитектором Гвидо Антонио Лонги. Церковь отличает необычный очень широкий фасад с двумя башнями.
- Здание смотрителя пути является образцом постройки начала XIX века. Широко известен как «корзина».
- Рыночная площадь имеет необычную треугольную форму. Когда-то это была культурная часть города. На рыночной площади находится часовня, посвященная сражениям 1920 года .
- Приходское кладбище в Кобылке по адресу ул. О. Мармо — основано в 1803 году как приходское кладбище. В 1881 году кладбище было расширено за счет земель, принадлежавших деревне Конпель, где были похоронены погибшие в битве при Кобылке в 1794 году. Затем кладбище было расширено в 1901 году Юзефом Орсагом , тогдашним владельцем Кобылки. В настоящее время территория кладбища занимает площадь 4,5 га  . Кладбище было внесено в реестр памятников решением Воеводского реставратора памятников от 20 февраля 1991 года. В обосновании решения говорилось, что: « Приходское кладбище в Кобылке имеет историческую ценность. Оно было основано в 1803 году. Надгробия с первой половины XIX века до первой половины XX века имеют историческую и художественную ценность. На кладбище есть две могильные часовни: Матушевских и Пенёнжек с 1837 года и Оршаг с 1927 года. Ограда и главные ворота датируются первой половиной XIX века. Могилы солдат, погибших в 1920 году, могилы солдат Армии Крайовой и старые деревья также охраняются »

## Герб
Герб представляет собой щит, разделенный по горизонтали — 1/3 верхней части золотая. В верхнем поле в середине изображена красная лошадь, а по сторонам — тройные дубовые листья с двумя желудями. В нижней части — церковь на голубом фоне (миниатюрное изображение базилики Святой Троицы).

## Спорт
MKS Wicher Kobyłka - городской клуб был основан в 1926 году Сатурнином Чарзастым, Яном Сивеком, Цезарием Задором и Теодором Заганчиком, первоначально действовал под названием Płomień Kobyłka  . В настоящее время в клубе действуют три секции: футбол , бодибилдинг, жим лежа и кикбоксинг, в которых занимаются около 450 спортсменов  . Видение клуба: «Клуб — это место встречи спорта и местного сообщества, которое вдохновляет и мотивирует на различные виды деятельности » . Расположен по адресу ул. Наполеон, недалеко от станции Кобылка-Оссов .
29 Кружок PZW в Кобылке - рыболовный кружок, принадлежащий Польскому рыболовному союзу , Мазовецкий район. В рамках своей деятельности он организует, среди прочего: школу рыболовства, клубные чемпионаты, семейные пикники с рыбалкой и периодические мероприятия, включая ежегодный Мемориал Ежи Турека  . Местонахождение кружка — ул. Мацей Ратай в Кобылке.

## Образование и наука
Образовательные традиции в Кобылке связаны с приходскими школами, которые содержались приходскими священниками. Преподавателями были в основном органисты, священники или священнослужители. С введением закона, отменившего монополию католической церкви на образование, оно приобрело сельский характер и стало учреждением, где обучались дети женихов. Во время Второй мировой войны директор местной школы Чеслав Муравский был арестован и депортирован в Освенцим. Оставшиеся учителя начали организовывать тайные занятия по преподаванию на частных квартирах . Покровителем школы № 1 с 14 октября 1980 года является Зофия Налковская , которая много лет жила в своей резиденции в соседнем Воломине .
Удобства
Государственная начальная школа с двуязычным отделением № 1 им. Зофия Налковска
Школа была основана в 1910 году  в период русского раздела. Образовательные традиции в Кобылке были связаны с приходскими школами, поэтому заботиться об их содержании приходилось приходским священникам, а учителями в основном были органисты, священники или священнослужители. С введением закона, отменившего монополию католической церкви на образование, оно приобрело сельский характер и стало учреждением, где обучались дети женихов. Вторжение нацистской Германии в Польшу привело к тому, что школа возобновила свою деятельность только после окончания Сентябрьской кампании, хотя эта деятельность столкнулась с серьезными трудностями. Большинство школьных зданий были заняты немецкой армией, ощущалась нехватка педагогических кадров, и вскоре репрессии против учителей ужесточились. Директор школы Чеслав Муравский был арестован и депортирован в Освенцим вместе с группой общественных активистов из Кобылки. Похожая участь постигла и других учителей. Остальные начали создавать тайные учебные группы на частных квартирах.
14 октября 1980 года школе было присвоено имя Зофии Налковской и был профинансирован выпуск баннера .
После реформы образования в 2008 году был создан школьный комплекс, включающий неполную среднюю школу, расположенную в том же здании, что и начальная школа.
Комплекс государственных школ № 2 в Кобылке
Послевоенное учебное заведение было основано в 1945 году в здании семьи Фольксдойче Зандер на нынешней улице Э. Ожешковей, в районе Стефанувка. Организацией учреждения занималась госпожа Зофия Вольна [26] . В 1961 году было открыто новое здание школы, включавшее, среди прочего, 11 классных комнат, а в 1965 году школа получила своего покровителя, генерала Александра Завадского , титул, который он перестал носить в 1992 году. На рубеже 1980-х и 1990-х годов здание было расширено и модернизировано. 1 сентября 1999 года в связи с проведением реформы образования учреждение было реорганизовано. В это время был создан Комплекс государственных школ № 2, в который входили: государственный детский сад № 2, государственная начальная школа № 2 и государственная неполная средняя школа № 2. 20 апреля 2002 года начальной школе было присвоено имя Героев битвы под Оссовом. С 2019 года официальное название школы: Государственная начальная школа с интеграционными отделениями № 2 им. Герои битвы под Оссовом в Кобылке
Государственная начальная школа со спортивным отделением № 3 им. Кароль Войтыла
Государственный детский сад № 1 им. Гном Халабала

## Фотографии

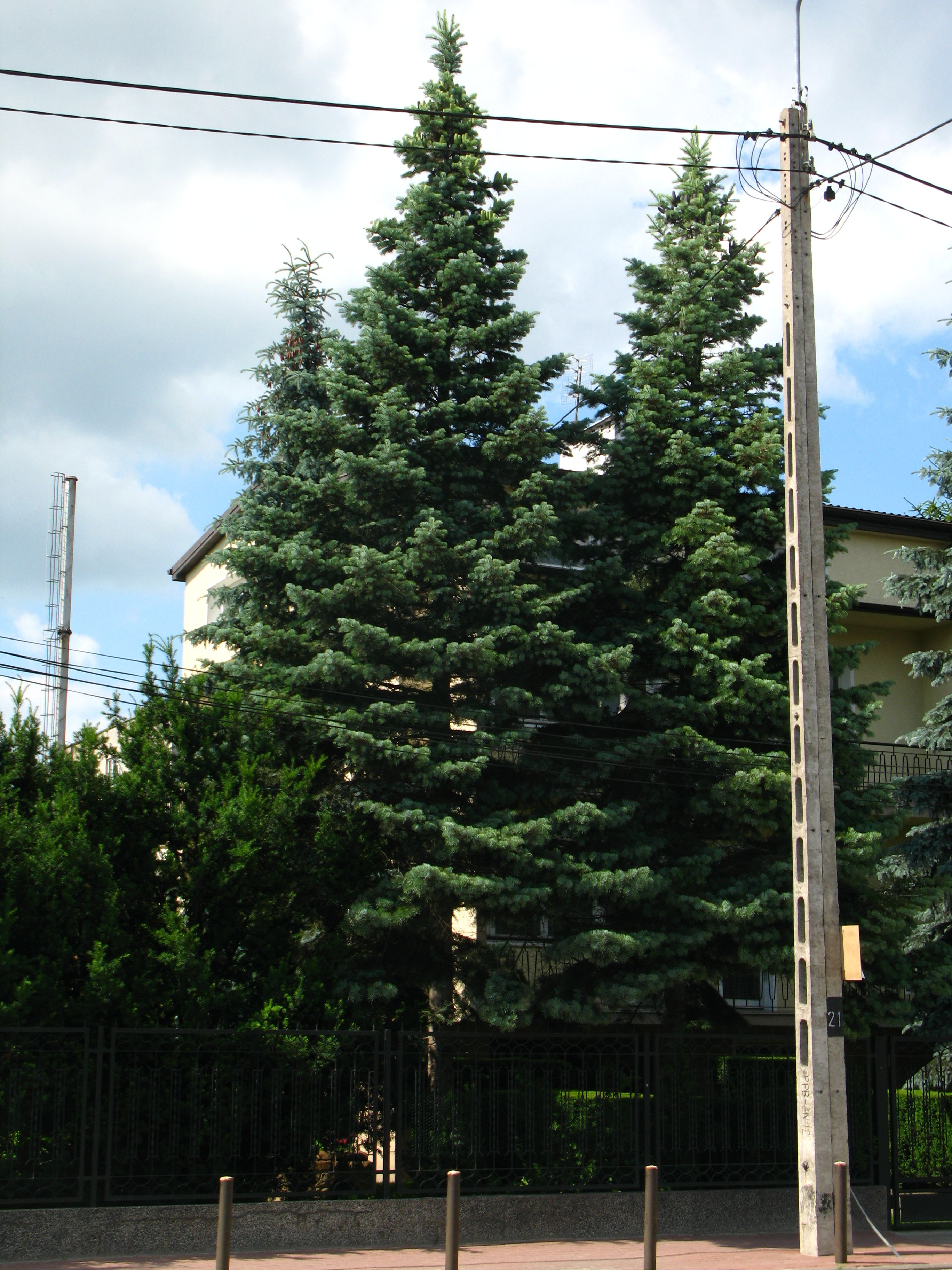
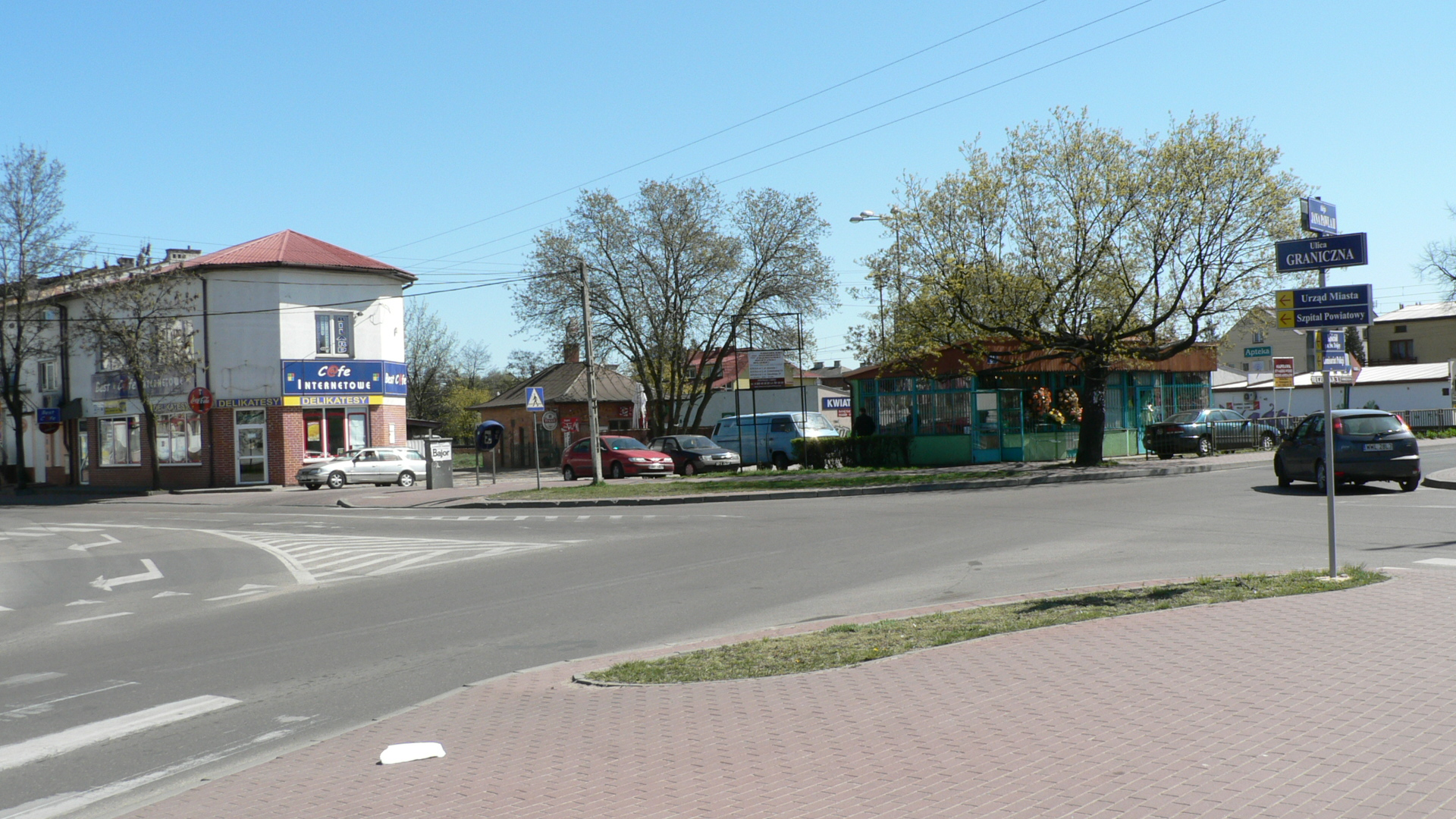
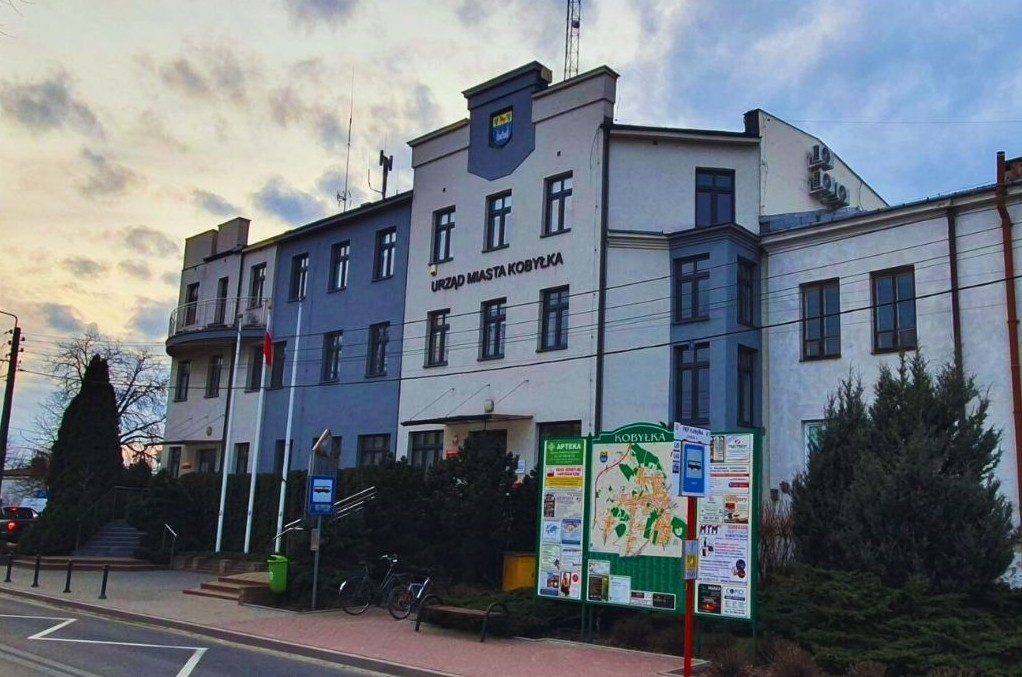
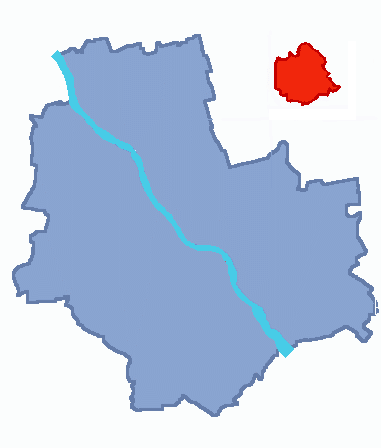